# Zuani
Zuani je naselje in občina v francoskem departmaju Haute-Corse regije - otoka Korzika. Leta 2007 je naselje imelo 49 prebivalcev.

## Geografija
Kraj leži v vzhodnem delu otoka Korzike na robu naravnega regijskega parka Korzike, 86 km južno od središča Bastie.

## Uprava
Občina Zuani skupaj s sosednjimi občinami Aléria, Ampriani, Campi, Canale-di-Verde, Chiatra, Linguizzetta, Matra, Moïta, Pianello, Pietra-di-Verde, Tallone, Tox in Zalana sestavlja kanton Moïta-Verde s sedežem v Moïti. Kanton je sestavni del okrožja Corte.

## Zanimivosti
- romansko baročna župnijska cerkev Marijinega Oznanenja iz 17. stoletja;